# Großer Preis von Australien
Der Große Preis von Australien wurde erstmals 1928 ausgetragen. Seit 1985 gehört der Grand Prix zur Formel-1-Weltmeisterschaft. In der Formel 1 fand er bis 1995 auf dem Adelaide Street Circuit stets als Saisonfinale statt, seit 1996 auf dem Albert Park Circuit in Melbourne, häufig als Saisonauftakt.

## Geschichte
Obwohl der Große Preis von Australien anfangs das Saisonfinale markierte, kam es im jeweiligen Rennen eher selten zur tatsächlichen Entscheidung im Kampf um die Fahrermeisterschaft. So zog Alain Prost am 26. Oktober 1986 mit einem Sieg in der Fahrerwertung an Nigel Mansell vorbei und sicherte sich damit seinen zweiten Weltmeistertitel. Am 13. November 1988 behauptete wiederum Ayrton Senna mit dem zweiten Platz hinter Prost seinen knappen Vorsprung vor Prost, der das Rennen gewann, und gewann damit erstmals die Weltmeisterschaft. Hingegen kam es erst sechs Jahre später, am 13. November 1994, erneut zu einem Showdown: Michael Schumacher und Damon Hill, in der Fahrerwertung nur durch einen Punkt getrennt, schieden beide nach einer Kollision aus, sodass Schumacher den Titel gewann.
Zwischenzeitlich kam es in Australien zu einem Kuriosum: Der Große Preis von Australien 1991 in Adelaide galt 20 Jahre lang als das kürzeste Rennen in der Geschichte der Formel 1. Nach nur 24 min 34,899 s und 14 gefahrenen Runden (52,920 km) wurde das Rennen wegen Regens abgebrochen. Diese Marke wurde erst mit dem Großen Preis von Belgien 2021 unterboten.
Vor dem letzten Rennen in Adelaide verletzte sich Mika Häkkinen am 10. November 1995 schwer, als sein Wagen infolge eines Reifenschadens mit einer Geschwindigkeit von ca. 190 km/h in die Fahrbahnbegrenzung fuhr. Häkkinen erlitt lebensbedrohliche Verletzungen, die er in einem zweimonatigen Klinikaufenthalt kurierte.
Bei der erstmaligen Austragung des Rennens in Melbourne 1996 debütierte auch Jacques Villeneuve. Dieser sorgte sogleich für Aufsehen, als er sich in seinem ersten Grand Prix überhaupt auf Anhieb für die Pole-Position qualifizierte. Im Rennen verlor Villeneuve allerdings gegen Ende infolge eines Öllecks an Geschwindigkeit und wurde schließlich noch von seinem Teamkollegen Damon Hill überholt.
Das Rennen 1997 sah den dubiosen Auftritt des Teams Mastercard Lola, dessen Fahrer Vincenzo Sospiri und Ricardo Rosset die Qualifikation zum Rennen beide deutlich verpassten und das bereits zum Folgerennen in Brasilien vom Rennbetrieb ausgeschlossen wurde.
Am 4. März 2001 ereignete sich während des Rennens ein Unfall, bei dem der 51-jährige Streckenposten Graham Beveridge den Tod fand. Er wurde von einem abgerissenen Rad vom BAR 003 des Kanadiers Jacques Villeneuve getroffen und starb noch an der Unfallstelle.
Am 16. März 2008 erreichten von 22 gestarteten Fahrern nur 6 das Ziel. Grund war auch die FIA-Regelung zur Abschaffung der Traktionskontrolle.
2020, zwei Tage vor der Austragung und zwei Stunden vor Beginn des ersten freien Trainings wurde der für den 15. März geplante Große Preis von Australien wegen der COVID-19-Pandemie vorerst und Mitte April dann endgültig abgesagt.
Nachdem aufgrund der anhaltenden Pandemie das Rennen für 2021 statt am Saisonanfang auf November verschoben wurde, wurde es am 6. Juli 2021 endgültig aus dem Rennkalender gestrichen.

## Namen
Aufgrund von Sponsorenverträgen änderte sich der offizielle Name des Grand Prix oft, aktuell heißt er Louis Vuitton Australian Grand Prix.
- 1985: Mitsubishi Australian Grand Prix
- 1986–1993: Foster’s Australian Grand Prix
- 1994: Adelaide Australian Grand Prix
- 1995: EDS Australian Grand Prix
- 1996: Transurban Australian Grand Prix
- 1997–2001, 2010–2012: Qantas Australian Grand Prix
- 2002–2006: Foster’s Australian Grand Prix
- 2007–2009: ING Australian Grand Prix
- 2013–2024: Rolex Australian Grand Prix
- seit 2025: Louis Vuitton Australian Grand Prix

## Bilder

Straßenkurs in Adelaide
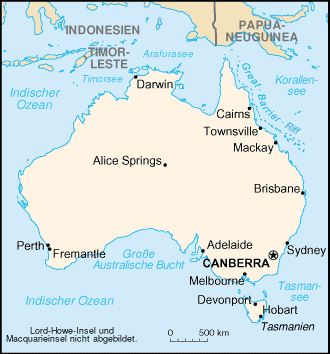
Lage von Adelaide und Melbourne

## Ergebnisse
| Auflage | Jahr          | Strecke                                 | Klasse                                  | Sieger                                      | Zweiter                                     | Dritter                                        | Pole-Position                               | Schnellste Runde                                                |
| ------- | ------------- | --------------------------------------- | --------------------------------------- | ------------------------------------------- | ------------------------------------------- | ---------------------------------------------- | ------------------------------------------- | --------------------------------------------------------------- |
| 01      | 1928          | Phillip Island                          | FL                                      | Arthur Waite (Austin)                       | John McCutcheon (Morris)                    | Cyril Dickason (Austin)                        | unbekannt                                   | unbekannt                                                       |
| 02      | 1929          | Phillip Island                          |                                         | Arthur Terdich (Bugatti)                    | Reg Brearley (Bugatti)                      | Bill Lowe (Lombard)                            | unbekannt                                   | unbekannt                                                       |
| 03      | 1930          | Phillip Island                          |                                         | Bill Thompson (Bugatti)                     | Harold Drake-Richmond (Bugatti)             | Cyril Dickason (Austin)                        | unbekannt                                   | Bill Thompson (Bugatti)                                         |
| 04      | 1931          | Phillip Island                          |                                         | Carl Junker (Bugatti)                       | Cyril Dickason (Austin)                     | Harold Drake-Richmond (Bugatti)                | unbekannt                                   | Hope Bartlett (Bugatti)                                         |
| 05      | 1932 1        | Phillip Island                          |                                         | Bill Thompson (Bugatti)                     | Geoff Disher (Salmson)                      | Cyril Dickason (Austin)                        | unbekannt                                   | Bill Thompson (Bugatti)                                         |
| 06      | 1933 1        | Phillip Island                          |                                         | Bill Thompson (Riley)                       | unbekannt                                   | unbekannt                                      | unbekannt                                   | unbekannt                                                       |
| 07      | 1934 1        | Phillip Island                          |                                         | Bob Lea-Wright (Singer)                     | unbekannt                                   | unbekannt                                      | unbekannt                                   | unbekannt                                                       |
| 08      | 1935 1        | Phillip Island                          |                                         | Les Murphy (MG)                             | unbekannt                                   | unbekannt                                      | unbekannt                                   | unbekannt                                                       |
|         | 1936          | kein Großer Preis von Australien        | kein Großer Preis von Australien        | kein Großer Preis von Australien            | kein Großer Preis von Australien            | kein Großer Preis von Australien               | kein Großer Preis von Australien            | kein Großer Preis von Australien                                |
|         |               |                                         |                                         |                                             |                                             |                                                |                                             |                                                                 |
| 09      | 1937 1        | Victor Harbour                          | FL                                      | Les Murphy (MG)                             | Tim Joshua (MG)                             | Bob Lea-Wright (Terraplane)                    | unbekannt                                   | Tom Peters (Bugatti)                                            |
|         |               |                                         |                                         |                                             |                                             |                                                |                                             |                                                                 |
| 10      | 1938 1        | Bathurst                                | FL                                      | Peter Whitehead (ERA)                       | Les Burrows (Terraplane)                    | Alan Crago (MG)                                | unbekannt                                   | unbekannt                                                       |
|         |               |                                         |                                         |                                             |                                             |                                                |                                             |                                                                 |
| 11      | 1939 1        | Lobethal                                | FL                                      | Allan Tomlinson (MG)                        | Bob Lea-Wright (Terraplane)                 | Jack Phillips (Ford)                           | unbekannt                                   | Alf Barrett (Alfa Romeo)                                        |
|         | 1940 bis 1946 | kein Großer Preis von Australien        | kein Großer Preis von Australien        | kein Großer Preis von Australien            | kein Großer Preis von Australien            | kein Großer Preis von Australien               | kein Großer Preis von Australien            | kein Großer Preis von Australien                                |
|         |               |                                         |                                         |                                             |                                             |                                                |                                             |                                                                 |
| 12      | 1947 1        | Bathurst                                | FL                                      | Bill Murray (MG)                            | Dick Bland (Mercury)                        | Lex Davison (Mercedes-Benz)                    | unbekannt                                   | unbekannt                                                       |
|         |               |                                         |                                         |                                             |                                             |                                                |                                             |                                                                 |
| 13      | 1948 1        | Point Cook                              | FL                                      | Frank Pratt (BMW)                           | Alf Najar (MG)                              | Dick Bland (Reed-Ford)                         | unbekannt                                   | Alf Barrett (Alfa Romeo)                                        |
|         |               |                                         |                                         |                                             |                                             |                                                |                                             |                                                                 |
| 14      | 1949          | Leyburn                                 | FL                                      | John Crouch (Delahaye)                      | Ray Gordon (MG)                             | Arthur Rizzo (Rizzo-Riley)                     | Frank Kleinig (Kleinig-Hudson)              | John Crouch (Delahaye) Frank Kleinig (Kleinig-Hudson)           |
|         |               |                                         |                                         |                                             |                                             |                                                |                                             |                                                                 |
| 15      | 1950          | Nuriootpa                               | FL                                      | Doug Whiteford (Ford)                       | Rupert Steele (Alfa Romeo)                  | Jim Gullan (Ballot-Oldsmobile)                 | unbekannt                                   | Rupert Steele (Alfa Romeo) Doug Whiteford (Ford)                |
|         |               |                                         |                                         |                                             |                                             |                                                |                                             |                                                                 |
| 16      | 1951          | Narrogin                                | FL                                      | Warwick Pratley (Reed-Ford)                 | Dick Bland (Delahaye)                       | Steve Tillett (MG)                             | unbekannt                                   | John Crouch (Cooper-JAP)                                        |
|         |               |                                         |                                         |                                             |                                             |                                                |                                             |                                                                 |
| 17      | 1952          | Bathurst                                | FL                                      | Doug Whiteford (Talbot-Lago)                | Stan Jones (Maybach)                        | Bill Murray (Alfa Romeo-Alvis)                 | Doug Whiteford (Talbot-Lago)                | Doug Whiteford (Talbot-Lago)                                    |
|         |               |                                         |                                         |                                             |                                             |                                                |                                             |                                                                 |
| 18      | 1953          | Melbourne                               | FL                                      | Doug Whiteford (Talbot-Lago)                | Curley Brydon (MG)                          | Andy Brown (MG)                                | unbekannt                                   | Stan Jones (Maybach)                                            |
|         |               |                                         |                                         |                                             |                                             |                                                |                                             |                                                                 |
| 19      | 1954          | Southport                               | FL                                      | Lex Davison (HWM-Jaguar)                    | Curley Brydon (MG)                          | Ken Richardson (Ford)                          | unbekannt                                   | Dick Cobden (Ferrari)                                           |
|         |               |                                         |                                         |                                             |                                             |                                                |                                             |                                                                 |
| 20      | 1955          | Port Wakefield                          | FL                                      | Jack Brabham (Cooper-Bristol)               | Reg Hunt (Maserati)                         | Doug Whiteford (Talbot-Lago)                   | Stan Jones (Maybach)                        | Jack Brabham (Cooper-Bristol) Reg Hunt (Maserati)               |
|         |               |                                         |                                         |                                             |                                             |                                                |                                             |                                                                 |
| 21      | 1956          | Melbourne                               | FL                                      | Stirling Moss (Maserati)                    | Jean Behra (Maserati)                       | Peter Whitehead (Ferrari)                      | Stirling Moss (Maserati)                    | Stirling Moss (Maserati)                                        |
|         |               |                                         |                                         |                                             |                                             |                                                |                                             |                                                                 |
| 22      | 1957          | Caversham                               | FL                                      | Lex Davison Bill Patterson (Ferrari)        | Stan Jones (Maserati)                       | Jack Brabham (Cooper-Climax)                   | Stan Jones (Maserati)                       | Lex Davison (Ferrari)                                           |
|         |               |                                         |                                         |                                             |                                             |                                                |                                             |                                                                 |
| 23      | 1958          | Bathurst                                | FL                                      | Lex Davison (Ferrari)                       | Ern Seeliger (Maybach-Chevrolet)            | Tom Hawkes (Cooper-Holden)                     | Ted Gray (Tornado-Chevrolet)                | Ted Gray (Tornado-Chevrolet)                                    |
|         |               |                                         |                                         |                                             |                                             |                                                |                                             |                                                                 |
| 24      | 1959          | Longford                                | FL                                      | Stan Jones (Maserati)                       | Len Lukey (Cooper-Climax)                   | Arnold Glass (Maserati)                        | Stan Jones (Maserati)                       | Arnold Glass (Maserati)                                         |
|         |               |                                         |                                         |                                             |                                             |                                                |                                             |                                                                 |
| 25      | 1960          | Tarampa                                 | FL                                      | Alec Mildren (Cooper-Maserati)              | Lex Davison (Aston Martin)                  | Bib Stillwell (Cooper-Climax)                  | Alec Mildren (Cooper-Maserati)              | Lex Davison (Aston Martin)                                      |
|         |               |                                         |                                         |                                             |                                             |                                                |                                             |                                                                 |
| 26      | 1961          | Mallala                                 | FL                                      | Lex Davison (Cooper-Climax)                 | Bib Stillwell (Cooper-Climax)               | David McKay (Cooper-Climax)                    | Bill Patterson (Cooper-Climax)              | Bill Patterson (Cooper-Climax) Lex Davison (Cooper-Climax)      |
|         |               |                                         |                                         |                                             |                                             |                                                |                                             |                                                                 |
| 27      | 1962          | Caversham                               | FL                                      | Bruce McLaren (Cooper-Climax)               | John Youl (Cooper-Climax)                   | Bib Stillwell (Cooper-Climax)                  | Bruce McLaren (Cooper-Climax)               | Jack Brabham (Brabham-Climax)                                   |
|         |               |                                         |                                         |                                             |                                             |                                                |                                             |                                                                 |
| 28      | 1963          | Warwick Farm                            | FL                                      | Jack Brabham (Brabham-Climax)               | John Surtees (Lola-Climax)                  | Bruce McLaren (Cooper-Climax)                  | Bruce McLaren (Cooper-Climax)               | John Surtees (Lola-Climax)                                      |
|         |               |                                         |                                         |                                             |                                             |                                                |                                             |                                                                 |
| 29      | 1964          | Melbourne                               | ANF/A1,5                                | Jack Brabham (Brabham-Climax)               | Bib Stillwell (Cooper-Climax)               | John Youl (Cooper-Climax)                      | Jack Brabham (Brabham-Climax)               | Jack Brabham (Brabham-Climax) Bruce McLaren (Cooper-Climax)     |
|         |               |                                         |                                         |                                             |                                             |                                                |                                             |                                                                 |
| 30      | 1965          | Longford                                | ANF/A1,5                                | Bruce McLaren (Cooper-Climax)               | Jack Brabham (Brabham-Climax)               | Phil Hill (Cooper-Climax)                      | Jack Brabham (Brabham-Climax)               | Jack Brabham (Brabham-Climax)                                   |
|         |               |                                         |                                         |                                             |                                             |                                                |                                             |                                                                 |
| 31      | 1966          | Brisbane                                | ANF/A1,5                                | Graham Hill (B.R.M.)                        | Frank Gardner (Brabham-Climax)              | Jim Clark (Lotus-Climax)                       | Jackie Stewart (B.R.M.)                     | Graham Hill (B.R.M.) Jackie Stewart (B.R.M.)                    |
|         |               |                                         |                                         |                                             |                                             |                                                |                                             |                                                                 |
| 32      | 1967          | Warwick Farm                            | ANF/A1,5                                | Jackie Stewart (B.R.M.)                     | Jim Clark (Lotus-Climax)                    | Frank Gardner (Brabham-Climax)                 | Jackie Stewart (B.R.M.)                     | Jackie Stewart (B.R.M.)                                         |
|         |               |                                         |                                         |                                             |                                             |                                                |                                             |                                                                 |
| 33      | 1968          | Melbourne                               | ANF/A1,5                                | Jim Clark (Lotus-Climax)                    | Chris Amon (Ferrari)                        | Graham Hill (Lotus-Climax)                     | Jack Brabham (Brabham-Repco)                | Chris Amon (Ferrari)                                            |
|         |               |                                         |                                         |                                             |                                             |                                                |                                             |                                                                 |
| 34      | 1969          | Brisbane                                | ANF/AF2                                 | Chris Amon (Ferrari)                        | Derek Bell (Ferrari)                        | Leo Geoghegan (Lotus-Repco)                    | Chris Amon (Ferrari)                        | Chris Amon (Ferrari)                                            |
|         |               |                                         |                                         |                                             |                                             |                                                |                                             |                                                                 |
| 35      | 1970          | Warwick Farm                            | AF1/AF2                                 | Frank Matich (McLaren-Repco-Holden)         | Niel Allen (McLaren-Chevrolet)              | Graeme Lawrence (Ferrari)                      | Frank Matich (McLaren-Repco-Holden)         | Frank Matich (McLaren-Repco-Holden)                             |
| 36      | 1971          | Warwick Farm                            | AF1/AF2                                 | Frank Matich (McLaren-Repco-Holden)         | Kevin Bartlett (McLaren-Chevrolet)          | Alan Hamilton (McLaren-Chevrolet)              | Frank Matich (McLaren-Repco-Holden)         | Frank Matich (McLaren-Repco-Holden)                             |
|         |               |                                         |                                         |                                             |                                             |                                                |                                             |                                                                 |
| 37      | 1972          | Melbourne                               | AF1/AF2                                 | Graham McRae (Leda-Chevrolet)               | Frank Gardner (Lola-Chevrolet)              | David Hobbs (McLaren-Chevrolet)                | Frank Matich (McLaren-Repco-Holden)         | Graham McRae (Leda-Chevrolet)                                   |
| 38      | 1973          | Melbourne                               | AF1/AF2                                 | Graham McRae (McRae-Chevrolet)              | John McCormack (Elfin-Holden)               | Johnnie Walker (Lola-Holden)                   | John McCormack (Elfin-Holden)               | Graham McRae (McRae-Chevrolet)                                  |
|         |               |                                         |                                         |                                             |                                             |                                                |                                             |                                                                 |
| 39      | 1974          | Narellan                                | AF1/AF2                                 | Warwick Brown (Lola-Chevrolet)              | John McCormack (Elfin-Repco-Holden)         | Graeme Lawrence (Lola-Chevrolet)               | Max Stewart (Lola-Chevrolet)                | Warwick Brown (Lola-Chevrolet)                                  |
|         |               |                                         |                                         |                                             |                                             |                                                |                                             |                                                                 |
| 40      | 1975          | Surfers Paradise                        | AF1/AF2                                 | Max Stewart (Lola-Chevrolet)                | John Leffler (Bowin-Chevrolet)              | Ray Winter (Mildren-Ford)                      | Bruce Allison (Lola-Chevrolet)              | Max Stewart (Lola-Chevrolet)                                    |
|         |               |                                         |                                         |                                             |                                             |                                                |                                             |                                                                 |
| 41      | 1976          | Melbourne                               | AF1/AF2                                 | John Goss (Matich-Repco-Holden)             | Vern Schuppan (Elfin-Chevrolet)             | John Leffler (Lola-Chevrolet)                  | Max Stewart (Lola-Chevrolet)                | John Goss (Matich-Repco-Holden) Vern Schuppan (Elfin-Chevrolet) |
|         |               |                                         |                                         |                                             |                                             |                                                |                                             |                                                                 |
| 42      | 1977          | Narellan                                | AF1/AF2                                 | Warwick Brown (Lola-Chevrolet)              | Peter Gethin (Chevron-Chevrolet)            | John Goss (Matich-Repco-Holden)                | Warwick Brown (Lola-Chevrolet)              | Alan Jones (Lola-Chevrolet)                                     |
|         |               |                                         |                                         |                                             |                                             |                                                |                                             |                                                                 |
| 43      | 1978          | Melbourne                               | AF1                                     | Graham McRae (McRae-Chevrolet)              | John Briggs (Matich-Repco-Holden)           | Peter Edwards (Lola-Chevrolet)                 | John McCormack (McLaren-Leyland)            | Graham McRae (McRae-Chevrolet)                                  |
|         |               |                                         |                                         |                                             |                                             |                                                |                                             |                                                                 |
| 44      | 1979          | Wattle Ave                              | AF1                                     | Johnnie Walker (Lola-Chevrolet)             | John Bowe (Elfin-Chevrolet)                 | Rob Butcher (Lola-Chevrolet)                   | Alfredo Costanzo (Lola-Chevrolet)           | Johnnie Walker (Lola-Chevrolet) John Wright (Lola-Chevrolet)    |
|         |               |                                         |                                         |                                             |                                             |                                                |                                             |                                                                 |
| 45      | 1980          | Melbourne                               | AF1                                     | Alan Jones (Williams-Ford)                  | Bruno Giacomelli (Alfa Romeo)               | Didier Pironi (Elfin-Chevrolet)                | Alan Jones (Williams-Ford)                  | Alan Jones (Williams-Ford)                                      |
| 46      | 1981          | Melbourne                               | FP                                      | Roberto Moreno (Ralt-Ford)                  | Nelson Piquet (Ralt-Ford)                   | Geoff Brabham (Ralt-Ford)                      | Roberto Moreno (Ralt-Ford)                  | Roberto Moreno (Ralt-Ford)                                      |
| 47      | 1982          | Melbourne                               | AF1                                     | Alain Prost (Ralt-Ford)                     | Jacques Laffite (Ralt-Ford)                 | Roberto Moreno (Ralt-Ford)                     | Alain Prost (Ralt-Ford)                     | Jacques Laffite (Ralt-Ford)                                     |
| 48      | 1983          | Melbourne                               | AF1                                     | Roberto Moreno (Ralt-Ford)                  | John Smith (Ralt-Ford)                      | Jacques Laffite (Ralt-Ford)                    | Roberto Moreno (Ralt-Ford)                  | Alan Jones (Ralt-Ford)                                          |
| 49      | 1984          | Melbourne                               | FM                                      | Roberto Moreno (Ralt-Ford)                  | Keke Rosberg (Ralt-Cosworth)                | Andrea de Cesaris (Ralt-Ford)                  | Roberto Moreno (Ralt-Ford)                  | Niki Lauda (Ralt-Ford)                                          |
|         |               |                                         |                                         |                                             |                                             |                                                |                                             |                                                                 |
| 50      | 1985          | Adelaide                                | F1                                      | Keke Rosberg (Williams-Honda)               | Jacques Laffite (Ligier-Renault)            | Philippe Streiff (Ligier-Renault)              | Ayrton Senna (Lotus-Renault)                | Keke Rosberg (Williams-Honda)                                   |
| 51      | 1986          | Adelaide                                | F1                                      | Alain Prost (McLaren-TAG)                   | Nelson Piquet (Williams-Honda)              | Stefan Johansson (Ferrari)                     | Nigel Mansell (Williams-Honda)              | Nelson Piquet (Williams-Honda)                                  |
| 52      | 1987          | Adelaide                                | F1                                      | Gerhard Berger (Ferrari)                    | Michele Alboreto (Ferrari)                  | Thierry Boutsen (Benetton-Ford)                | Gerhard Berger (Ferrari)                    | Gerhard Berger (Ferrari)                                        |
| 53      | 1988          | Adelaide                                | F1                                      | Alain Prost (McLaren-Honda)                 | Ayrton Senna (McLaren-Honda)                | Nelson Piquet (Lotus-Honda)                    | Ayrton Senna (McLaren-Honda)                | Alain Prost (McLaren-Honda)                                     |
| 54      | 1989          | Adelaide                                | F1                                      | Thierry Boutsen (Williams-Renault)          | Alessandro Nannini (Benetton-Ford)          | Riccardo Patrese (Williams-Renault)            | Ayrton Senna (McLaren-Honda)                | Satoru Nakajima (Lotus-Judd)                                    |
| 55      | 1990          | Adelaide                                | F1                                      | Nelson Piquet (Benetton-Ford)               | Nigel Mansell (Ferrari)                     | Alain Prost (Ferrari)                          | Ayrton Senna (McLaren-Honda)                | Nigel Mansell (Ferrari)                                         |
| 56      | 1991          | Adelaide                                | F1                                      | Ayrton Senna (McLaren-Honda)                | Nigel Mansell (Williams-Renault)            | Gerhard Berger (McLaren-Honda)                 | Ayrton Senna (McLaren-Honda)                | Gerhard Berger (McLaren-Honda)                                  |
| 57      | 1992          | Adelaide                                | F1                                      | Gerhard Berger (McLaren-Honda)              | Michael Schumacher (Benetton-Ford)          | Martin Brundle (Benetton-Ford)                 | Nigel Mansell (Williams-Renault)            | Michael Schumacher (Benetton-Ford)                              |
| 58      | 1993          | Adelaide                                | F1                                      | Ayrton Senna (McLaren-Ford)                 | Alain Prost (Williams-Renault)              | Damon Hill (Williams-Renault)                  | Ayrton Senna (McLaren-Ford)                 | Damon Hill (Williams-Renault)                                   |
| 59      | 1994          | Adelaide                                | F1                                      | Nigel Mansell (Williams-Renault)            | Gerhard Berger (Ferrari)                    | Martin Brundle (McLaren-Peugeot)               | Nigel Mansell (Williams-Renault)            | Michael Schumacher (Benetton-Ford)                              |
| 60      | 1995          | Adelaide                                | F1                                      | Damon Hill (Williams-Renault)               | Olivier Panis (Ligier-Mugen-Honda)          | Gianni Morbidelli (Footwork-Hart)              | Damon Hill (Williams-Renault)               | Damon Hill (Williams-Renault)                                   |
|         |               |                                         |                                         |                                             |                                             |                                                |                                             |                                                                 |
| 61      | 1996          | Melbourne                               | F1                                      | Damon Hill (Williams-Renault)               | Jacques Villeneuve (Williams-Renault)       | Eddie Irvine (Ferrari)                         | Jacques Villeneuve (Williams-Renault)       | Jacques Villeneuve (Williams-Renault)                           |
| 62      | 1997          | Melbourne                               | F1                                      | David Coulthard (McLaren-Mercedes)          | Michael Schumacher (Ferrari)                | Mika Häkkinen (McLaren-Mercedes)               | Jacques Villeneuve (Williams-Renault)       | Heinz-Harald Frentzen (Williams-Renault)                        |
| 63      | 1998          | Melbourne                               | F1                                      | Mika Häkkinen (McLaren-Mercedes)            | David Coulthard (McLaren-Mercedes)          | Heinz-Harald Frentzen (Williams-Mecachrome)    | Mika Häkkinen (McLaren-Mercedes)            | Mika Häkkinen (McLaren-Mercedes)                                |
| 64      | 1999          | Melbourne                               | F1                                      | Eddie Irvine (Ferrari)                      | Heinz-Harald Frentzen (Jordan-Mugen-Honda)  | Ralf Schumacher (Williams-Supertec)            | Mika Häkkinen (McLaren-Mercedes)            | Michael Schumacher (Ferrari)                                    |
| 65      | 2000          | Melbourne                               | F1                                      | Michael Schumacher (Ferrari)                | Rubens Barrichello (Ferrari)                | Ralf Schumacher (Williams-BMW)                 | Mika Häkkinen (McLaren-Mercedes)            | Rubens Barrichello (Ferrari)                                    |
| 66      | 2001          | Melbourne                               | F1                                      | Michael Schumacher (Ferrari)                | David Coulthard (McLaren-Mercedes)          | Rubens Barrichello (Ferrari)                   | Michael Schumacher (Ferrari)                | Michael Schumacher (Ferrari)                                    |
| 67      | 2002          | Melbourne                               | F1                                      | Michael Schumacher (Ferrari)                | Juan Pablo Montoya (Williams-BMW)           | Kimi Räikkönen (McLaren-Mercedes)              | Rubens Barrichello (Ferrari)                | Kimi Räikkönen (McLaren-Mercedes)                               |
| 68      | 2003          | Melbourne                               | F1                                      | David Coulthard (McLaren-Mercedes)          | Juan Pablo Montoya (Williams-BMW)           | Kimi Räikkönen (McLaren-Mercedes)              | Michael Schumacher (Ferrari)                | Kimi Räikkönen (McLaren-Mercedes)                               |
| 69      | 2004          | Melbourne                               | F1                                      | Michael Schumacher (Ferrari)                | Rubens Barrichello (Ferrari)                | Fernando Alonso (Renault)                      | Michael Schumacher (Ferrari)                | Michael Schumacher (Ferrari)                                    |
| 70      | 2005          | Melbourne                               | F1                                      | Giancarlo Fisichella (Renault)              | Rubens Barrichello (Ferrari)                | Fernando Alonso (Renault)                      | Giancarlo Fisichella (Renault)              | Fernando Alonso (Renault)                                       |
| 71      | 2006          | Melbourne                               | F1                                      | Fernando Alonso (Renault)                   | Kimi Räikkönen (McLaren-Mercedes)           | Ralf Schumacher (Toyota)                       | Jenson Button (Honda)                       | Kimi Räikkönen (McLaren-Mercedes)                               |
| 72      | 2007          | Melbourne                               | F1                                      | Kimi Räikkönen (Ferrari)                    | Fernando Alonso (McLaren-Mercedes)          | Lewis Hamilton (McLaren-Mercedes)              | Kimi Räikkönen (Ferrari)                    | Kimi Räikkönen (Ferrari)                                        |
| 73      | 2008          | Melbourne                               | F1                                      | Lewis Hamilton (McLaren-Mercedes)           | Nick Heidfeld (BMW Sauber)                  | Nico Rosberg (Williams-Toyota)                 | Lewis Hamilton (McLaren-Mercedes)           | Heikki Kovalainen (McLaren-Mercedes)                            |
| 74      | 2009          | Melbourne                               | F1                                      | Jenson Button (Brawn-Mercedes)              | Rubens Barrichello (Brawn-Mercedes)         | Jarno Trulli (Toyota)                          | Jenson Button (Brawn-Mercedes)              | Nico Rosberg (Williams-Toyota)                                  |
| 75      | 2010          | Melbourne                               | F1                                      | Jenson Button (McLaren-Mercedes)            | Robert Kubica (Renault)                     | Felipe Massa (Ferrari)                         | Sebastian Vettel (Red Bull-Renault)         | Mark Webber (Red Bull-Renault)                                  |
| 76      | 2011          | Melbourne                               | F1                                      | Sebastian Vettel (Red Bull-Renault)         | Lewis Hamilton (McLaren-Mercedes)           | Witali Petrow (Renault)                        | Sebastian Vettel (Red Bull-Renault)         | Felipe Massa (Ferrari)                                          |
| 77      | 2012          | Melbourne                               | F1                                      | Jenson Button (McLaren-Mercedes)            | Sebastian Vettel (Red Bull-Renault)         | Lewis Hamilton (McLaren-Mercedes)              | Lewis Hamilton (McLaren-Mercedes)           | Jenson Button (McLaren-Mercedes)                                |
| 78      | 2013          | Melbourne                               | F1                                      | Kimi Räikkönen (Lotus-Renault)              | Fernando Alonso (Ferrari)                   | Sebastian Vettel (Red Bull-Renault)            | Sebastian Vettel (Red Bull-Renault)         | Kimi Räikkönen (Lotus-Renault)                                  |
| 79      | 2014          | Melbourne                               | F1                                      | Nico Rosberg (Mercedes)                     | Kevin Magnussen (McLaren-Mercedes)          | Jenson Button (McLaren-Mercedes)               | Lewis Hamilton (Mercedes)                   | Nico Rosberg (Mercedes)                                         |
| 80      | 2015          | Melbourne                               | F1                                      | Lewis Hamilton (Mercedes)                   | Nico Rosberg (Mercedes)                     | Sebastian Vettel (Ferrari)                     | Lewis Hamilton (Mercedes)                   | Lewis Hamilton (Mercedes)                                       |
| 81      | 2016          | Melbourne                               | F1                                      | Nico Rosberg (Mercedes)                     | Lewis Hamilton (Mercedes)                   | Sebastian Vettel (Ferrari)                     | Lewis Hamilton (Mercedes)                   | Daniel Ricciardo (Red Bull-TAG Heuer)                           |
| 82      | 2017          | Melbourne                               | F1                                      | Sebastian Vettel (Ferrari)                  | Lewis Hamilton (Mercedes)                   | Valtteri Bottas (Mercedes)                     | Lewis Hamilton (Mercedes)                   | Kimi Räikkönen (Ferrari)                                        |
| 83      | 2018          | Melbourne                               | F1                                      | Sebastian Vettel (Ferrari)                  | Lewis Hamilton (Mercedes)                   | Kimi Räikkönen (Ferrari)                       | Lewis Hamilton (Mercedes)                   | Daniel Ricciardo (Red Bull-TAG Heuer)                           |
| 84      | 2019          | Melbourne                               | F1                                      | Valtteri Bottas (Mercedes)                  | Lewis Hamilton (Mercedes)                   | Max Verstappen (Red Bull-Honda)                | Lewis Hamilton (Mercedes)                   | Valtteri Bottas (Mercedes)                                      |
|         | 2020          | abgesagt aufgrund der COVID-19-Pandemie | abgesagt aufgrund der COVID-19-Pandemie | abgesagt aufgrund der COVID-19-Pandemie     | abgesagt aufgrund der COVID-19-Pandemie     | abgesagt aufgrund der COVID-19-Pandemie        | abgesagt aufgrund der COVID-19-Pandemie     | abgesagt aufgrund der COVID-19-Pandemie                         |
| 2021    |               | abgesagt aufgrund der COVID-19-Pandemie | abgesagt aufgrund der COVID-19-Pandemie | abgesagt aufgrund der COVID-19-Pandemie     | abgesagt aufgrund der COVID-19-Pandemie     | abgesagt aufgrund der COVID-19-Pandemie        | abgesagt aufgrund der COVID-19-Pandemie     | abgesagt aufgrund der COVID-19-Pandemie                         |
| 85      | 2022          | Melbourne                               | F1                                      | Charles Leclerc (Ferrari)                   | Sergio Pérez (Red Bull-RBPT)                | George Russell (Mercedes)                      | Charles Leclerc (Ferrari)                   | Charles Leclerc (Ferrari)                                       |
| 86      | 2023          | Melbourne                               | F1                                      | Max Verstappen (Red Bull Racing-Honda RBPT) | Lewis Hamilton (Mercedes)                   | Fernando Alonso (Aston Martin Aramco-Mercedes) | Max Verstappen (Red Bull Racing-Honda RBPT) | Sergio Pérez (Red Bull Racing-Honda RBPT)                       |
| 87      | 2024          | Melbourne                               | F1                                      | Carlos Sainz jr. (Ferrari)                  | Charles Leclerc (Ferrari)                   | Lando Norris (McLaren-Mercedes)                | Max Verstappen (Red Bull Racing-Honda RBPT) | Charles Leclerc (Ferrari)                                       |
| 88      | 2025          | Melbourne                               | F1                                      | Lando Norris (McLaren-Mercedes)             | Max Verstappen (Red Bull Racing-Honda RBPT) | George Russell (Mercedes)                      | Lando Norris (McLaren-Mercedes)             | Lando Norris (McLaren-Mercedes)                                 |

| Legende   | Legende                                                                                              | Legende                                                     |
| Abkürzung | Klasse                                                                                               | Kommentar                                                   |
| --------- | --- | ----------------------------------------------------------- |
| F1        | Formel 1                                                                                             | Formel-1-Weltmeisterschaft ab 1950                          |
| F2        | Formel 2                                                                                             |                                                             |
| FL        | Formula libre                                                                                        | Fahrzeugklasse in der Regel vom Veranstalter ausgeschrieben |
| SW        | Sportwagen                                                                                           |                                                             |
| TW        | Tourenwagen                                                                                          |                                                             |
| GP        | Grand-Prix-Fahrzeuge                                                                                 |                                                             |
|           | ↓ Durchgehende graue Linien zeigen an, wann in der Geschichte auf einem neuen Kurs gefahren wurde. ↓ |                                                             |
|           | |                                                             |
|           | Einträge mit hellrotem Hintergrund waren keine Läufe zur Automobil- bzw. Formel-1-Weltmeisterschaft. |                                                             |
|           | Einträge mit gelbem Hintergrund waren Läufe zur Europameisterschaft.                                 |                                                             |